# 4093 Bennett
4093 Bennett è un asteroide della fascia principale. Scoperto nel 1986, presenta un'orbita caratterizzata da un semiasse maggiore pari a 3,0177103 UA e da un'eccentricità di 0,0332191, inclinata di 9,35090° rispetto all'eclittica.
Dal 17 agosto al 15 settembre 1989, quando 4132 Bartók ricevette la denominazione ufficiale, è stato l'asteroide denominato con il più alto numero ordinale. Prima della sua denominazione, il primato era di 4033 Yatsugatake.
L'asteroide è dedicato all'astronomo amatoriale sudafricano John Caister Bennett (comunemente chiamato Jack).